# Porpax parishii
Porpax parishii là một loài thực vật có hoa trong họ Lan. Loài này được (Lindl. & Rchb.f.) Rolfe miêu tả khoa học đầu tiên năm 1908.